# Орфей (эсминец)
«Орфей» — эскадренный миноносец Императорского Российского флота, головной корабль типа «Орфей» (первая серия эсминцев типа «Новик»). Построен по программе усиленного судостроения (т. н. большая судостроительная программа).
Вошёл в состав 1-го ДЭМ минной дивизии. Участвовал в 1-й мировой войне.

## Строительство
Зачислен в списки БФ 28 сентября 1913 года. Заложен в ноябре 1913 на Усть-Ижорской верфи Металлического завода. Спущен 15 июня 1915 год, вступил в строй 4 мая 1916 года. При достройке вооружение эсминца было усилено: снят кормовой торпедный аппарат и добавлены два 102-мм орудия.

## Служба
В 1916 году успел выполнить 7 боевых походов.
28 мая 1916 года вышел для атаки на немецкие транспорты, но вынужден был вернуться в Ревель из-за поломки трёх турбовентиляторов.
22 августа оказывал помощь эсминцу «Забияка», потерпевшему навигационную аварию (касание грунта). При возвращении в базу на скорости 15 узлов сел на мель у банки Вестергрунд (повреждения корпуса, затоплено несколько отсеков). После частичной разгрузки (откачана нефть и выгружен боезапас) снят буксирами с мели и переведён в Гельсингфорс. Ремонт занял около полутора месяцев. 4 — 6 октября участвовал в минной постановке у маяка Стейнорт.
5 июля 1917 года эсминец доставил из Гельсингфорса в Петроград делегацию моряков БФ (представители Центробалта и судовых комитетов) в составе 76 человек для участия в заседании ЦИК Совета рабочих, солдатских и крестьянских депутатов.
В ноябре 1917 подорвался на мине, получил повреждение турбин и гребных валов, потерял управляемость и фактически вышел из строя. Корабль был отбуксирован в Гельсингфорс для ремонта.
25 октября 1917 года вошёл в состав Красного БФ. Участвовал в Ледовом походе (следовал на буксире транспорта «Бурлак»). В апреле 1918 года сдан Петроградскому военному порту на долговременное хранение.
С 21 апреля 1921 числился в составе МСБМ, но в строй не вводился. 31 мая 1922 года разоружен, исключен из боевого состава МСБМ и превращен в УТС (учебно-тренировочная станция). Осенью 1929 года носовая часть корпуса была использована для ремонта ЭМ Володарский. 28 января 1931 года исключён из состава РККФ и передан «Рудметаллторгу» для разделки на металл.

## Командиры
- Капитан 2 ранга князь Д. Н. Голицын (12 января 1915 года — 1917 год)[1]